# 1,1,2-Tricloro-1,2,2-trifluoroetà
L'1,1,2-tricloro-1,2,2-trifluoroetà pertany a la família dels CFC i també es pot anomenar freó-113 o CFC-113. La seva fórmula és Cl₂FC-CClF₂. És el tercer clorofluorocarbur més utilitzat en el llarg de la història a més del CFC-11 i el CFC-12.

## Estructura
La nomenclatura engloba els dos isòmer estructurals del triclorotrifluoroetà. Un d'ells és el Cl₂FC-CClF₂ i l'altre és el Cl₃C-CF₃. Segons la nomenclatura específica dels CFC, el primer d'ells seria l'1,1,2-triclorotrifluoroetà i el segon l'1,1,1-triclorotrifluoroetà. Tot i que el primer és el més comú.

## Aplicacions
Té la majoria de les aplicacions dels compostos d'aquesta família, encara que les més importants són:
- Refrigerant en sistemes d'aire condicionat.
- Producte de neteja en sistemes electrònics.
- Dissolvent industrial.
- Agent escumant.

Té altres aplicacions encara que són les més comunes entre els CFC.

## Legislació i degradació
Un cop establert el Protocol de Montreal es va acordar eliminar progressivament l'ús de tots els clorofluorocarburs, incloent-hi el CFC-113, degut a la seva interacció en la destrucció de la capa d'ozó. Aquest CFC es troba en major proporció en l'estratosfera, on arriba des de la troposfera mitjançant difusió i, és allà on es produeixen les reaccions fotolítiques que el fan tan perillós creant radical químic clorur.

## Propietats particulars
Aquest CFC té un temps de residència d'uns 85-90 anys en l'atmosfera i segons els índexs de ODP (Índex d'esgotament d'ozó a causa d'una substància) i GWP (Índex de contribució d'una substància a l'escalfament global) s'observa que el CFC-113 és un dels compostos d'aquesta família amb els valors més baixos, encara que superiors a altres contaminants atmosfèrics d'altres famílies.